# Baidu
Baidu, Inc. (kinesisk: 百度; pinyin: Bǎidù) er en kinesisk internetvirksomhed med hovedkontor i Beijings Haidian District. Baidu blev stiftet den 18. januar 2000 og er en af verdens største internetvirksomheder og udviklere af AI. Selskabet er børsnoteret, og blev i 2007 optaget i NASDAQ-100-indekset ved NASDAQ-børsen.
Baidu udbyder en række tjenster og serviceydelser, herunder bl.a. en kinesisk-sproget søgemaskine af samme navn, tjenesten Baidu Maps, diskussionsfora etc.